# Princesa (Santa Catarina)
Princesa é um município brasileiro do Estado de Santa Catarina. Localiza-se a uma latitude 26º26'31" Sul e a uma longitude 53º35'54" Oeste, estando a uma altitude de 314 metros e com uma área de 88 km². Sua população estimada em 2011 era de 2.769 habitantes.

## História
O município foi colonizado por imigrantes italianos e alemães, atraídos pela madeira abundante e terras férteis e baratas. Metade da população é descendente de italianos, mas a cultura alemã predomina, as crianças aprendem o alemão antes de aprenderem o português. A principal festa da cidade segue as tradições alemãs: anualmente, na semana de 15 setembro, ocorre a Kerbfest, que dura dois dias, em homenagem à padroeira Nossa Senhora das Dores, na Comunidade de Vista Alegre, a 4 km da sede de Princesa.
A economia é basicamente rural: milho, fumo, feijão, gado leiteiro e suíno. 90% da produção é comprada pela Sadia, o que contribui muito para o desenvolvimento local.
A origem do nome do município é o relato de João Maria de Lara, um caboclo que dizia ter visões de uma princesa na copa de um pinheiro.